# No Hero
No Hero è un singolo della cantautrice italiana Elisa, il primo estratto dal suo nono album in studio On, pubblicato il 15 gennaio 2016.
Il brano è il primo inedito di Elisa ad essere cantato completamente in inglese dal singolo Love Is Requited del 2011.

## Descrizione
La cantautrice ha definito il brano come «un ritorno energico con un ritmo incalzante ed un testo che incita a tirare fuori il meglio di noi stessi, una vera e propria iniezione di fiducia e di amore». Il brano fonde il pop con sound dance e pop rock.

## Accoglienza
Mattia Marzi definisce il brano dal «gusto per la musica elettronica» declinato in parte ad una «power ballad in stile Sia».

## Video musicale
Il videoclip che accompagna la pubblicazione del singolo è stato diretto da Alessandra "Druga" Alfieri su una sceneggiatura della stessa Elisa. Oltre a Elisa nel video recitano anche Beatrice Angelini, Haroun Fall e Alberto Zoni, nei panni di tre amici che si regalano una giornata di gioia e libertà scacciando lo sconforto e la paura della malattia che ha colpito una di loro.

## Tracce
Testi di Allan D. Rich, Elisa Toffoli, Jud Friedman, musiche di Elisa Toffoli, Andrea Rigonat.
1. No Hero – 4:13

## Successo commerciale
Nella settimana 9 del 2016 il singolo viene certificato Oro per 25 000 copie, nella settimana 13 viene certificato Platino per le 50 000 copie e nella settimana 26 Doppio Platino per le 100 000 copie vendute. Nella settimana 26 del 2019 il singolo viene certificato Triplo Platino per le 150 000 copie vendute.
Il singolo è risultato essere il quarto brano più trasmesso nelle radio italiane e il primo in assoluto tra quelli italiani nella prima metà del 2016.

## Classifiche

### Classifiche settimanali
| Classifica (2016) | Posizione massima |
| ----------------- | ----------------- |
| Italia            | 8                 |

### Classifiche annuali
| Classifica (2016) | Posizione |
| ----------------- | --------- |
| Italia            | 42        |

## Formazione
- Elisa – voce
- Andrea Rigonat – chitarra, programmazione
- Curt Schneider – basso
- Victor Indrizzo – batteria
- Christian "Noochie" Rigano – tastiera
- Cristiano Norbedo – tastiera addizionale